# درو فيرغسون (سياسي)
درو فيرغسون (بالإنجليزية: Drew Ferguson)‏ هو طبيب أسنان وسياسي أمريكي، ولد في 15 نوفمبر 1967 في ويست بوينت في الولايات المتحدة. حزبياً، نشط في الحزب الجمهوري.

## مناصب
- في انتخابات مجلس النواب الأمريكي 2016، انتخب عضو مجلس النواب الأمريكي عن دائرة Georgia's 3rd congressional district [الإنجليزية]‏ وقد انضم خلال فترته النيابية [الإنجليزية]‏ (3 يناير 2017 – 3 يناير 2019)  للكتلة البرلمانية الحزب الجمهوري.
- انتخب عضو مجلس النواب الأمريكي.
- انتخب عمدة (2008 – 2016).
- انتخب عضو مجلس بلدية [الإنجليزية]‏ (1997 – 1999).

## وصلات خارجية
- الموقع الرسمي